# Ontaneti dell'Aurino
Ontaneti dell'Aurino este o arie protejată (arie specială de conservare — SAC, sit de importanță comunitară — SCI, arie de protecție specială avifaunistică — SPA) din Italia întinsă pe o suprafață de 36 ha, integral pe uscat.

## Localizare
Centrul sitului Ontaneti dell'Aurino este situat la coordonatele 46°53′20″N 11°57′00″E / 46.8889°N 11.95°E.

## Înființare
Situl Ontaneti dell'Aurino a fost declarat sit de importanță comunitară în septembrie 1995 pentru a proteja 24 de specii de animale. Alte tipuri de protecție:
- arie de protecție specială avifaunistică (în august 2000)[3]
- arie specială de conservare (în noiembrie 2016)[2][4][5]

## Biodiversitate
Situată în ecoregiunea alpină, aria protejată conține 4 habitate naturale: Păduri aluvionare cu Alnus glutinosa și Fraxinus excelsior (Alno-Padion, Alnion incanae, Salicion albae), Râuri de munte și vegetația erbacee de pe malurile acestora, Păduri acidofile de Picea de la nivel montan la nivel alpin (Vaccinio-Piceetea), Râuri de munte și vegetația lor lemnoasă cu Salix elaeagnos.
La baza desemnării sitului se află mai multe specii protejate:
- păsări (20): ciocârlie-de-câmp (Alauda arvensis), pescăruș albastru (Alcedo atthis), egretă mare (Ardea alba), bătăuș (Calidris pugnax), porumbel gulerat (Columba palumbus), prepeliță (Coturnix coturnix), gușă vânătă (Cyanecula svecica), ciocănitoare neagră (Dryocopus martius), șoim călător (Falco peregrinus), becațină comună (Gallinago gallinago), găinușă de baltă (Gallinula chloropus), cocor (Grus grus), stârc pitic (Ixobrychus minutus), sfrâncioc roșiatic (Lanius collurio), viespar (Pernis apivorus), ciocănitoare verzuie (Picus canus), cristei de baltă (Rallus aquaticus), sturz-cântător (Turdus philomelos), sturz (Turdus pilaris), nagâț (Vanellus vanellus)
- amfibieni (1): izvoraș-cu-burta-galbenă (Bombina variegata)
- mamifere (1): liliac cărămiziu (Myotis emarginatus)
- pești (2): zglăvoacă (Cottus gobio), Salmo marmoratus

Pe lângă speciile protejate, pe teritoriul sitului au mai fost identificate 3 specii de plante, 14 specii de păsări, 1 specie de amfibieni, 1 specie de mamifere, 1 specie de pești.